# Richard Grandpierre
Richard Grandpierre est un producteur, producteur délégué, et scénariste de cinéma français. Il dirige Eskwad, ancienne filiale de production de Studiocanal indépendante depuis 2003 .

## Biographie
Après avoir travaillé comme attaché de presse, Richard Grandpierre dirige à partir de 1995 la cellule de développement de scénario Canal + Ecriture, avec Alain De Greef et Nicolas Boukhrief, pour Canal + .
En 1998, sous l’initiative de Pierre Lescure et sous la houlette de Brahim Chioua, Canal + Ecriture devient Eskwad, département de production intégré à Studiocanal. Plusieurs films seront produits en co-production avec différentes sociétés de production dont Les parasites, Les morsures de l'aube, Le Pacte des loups, Irréversible et Massaï, les guerriers de la pluie .
En septembre 2003, Eskwad devient une société indépendante et produit des longs-métrages comme Safari, Zulu, ou encore La Belle et la Bête.

## Filmographie

### Producteur
- 1994 : La Vengeance d'une blonde (Producteur associé)
- 2000 : Comme un aimant (Producteur)
- 2001 : Les morsures de l'aube (Producteur)
- 2001 : Le Pacte des loups (Producteur)
- 2002 : Irréversible
- 2003 : Saint Ange (Producteur)
- 2003 : Massai, les guerriers de la pluie (Producteur délégué)
- 2003 : Le Convoyeur (Producteur)
- 2005 : Enfermés dehors (Producteur délégué)
- 2006 : Ils (Producteur délégué)
- 2008 : Martyrs (Producteur)
- 2008 : Dante 01 (Producteur)
- 2009 : Safari (Producteur délégué)
- 2010 : L'Italien (Producteur)
- 2010 : Les Tuche (Producteur délégué) (Producteur)
- 2011 : Un Bonheur n'arrive jamais seul (Producteur)
- 2011 : Monsieur Papa (Producteur)
- 2011 : Mes Héros (Producteur)
- 2011 : Confidences à Allah (Producteur)
- 2013 : Zulu (Producteur)
- 2013 : On a marché sur Bangkok (Producteur)
- 2014 : La Belle et La Bête (Producteur)
- 2015 : La Glace et le Ciel (Producteur)
- 2015 : Entre amis (Producteur)
- 2016 : Les Tuche 2 (Producteur)
- 2016 : Marseille (Producteur)
- 2018 : Les Tuche 3 (Producteur)
- 2018 : Le Doudou (Producteur)
- 2019 : Just a Gigolo d'Olivier Baroux
- 2020 : Mon cousin de Jan Kounen
- 2021 : Big Bug de Jean-Pierre Jeunet
- 2022 : Le Nouveau Jouet de James Huth

### Scénariste
- 2009 : Safari
- 2015 : Entre amis